# حوذان أصفر الأوراق
الحوذان أصفر الأوراق (باللاتينية: Ranunculus calthifolius) نوع نباتي يتبع جنس الحوذان من الفصيلة الحوذانية.

## الموئل والانتشار
موطنه الأصلي الولايات المتحدة.

## الوصف النباتي
الزهرة صفراء.